# Joëlle De Brouwer
Joëlle De Brouwer (née le 18 octobre 1950 à Maubeuge) est une athlète française, spécialiste des courses de demi-fond.

## Palmarès
- 45 sélections en Équipe de France A
- Championnats de France Élite :
  - 2 fois vainqueur du 1 500 m en 1976 et 1977
  - 4 fois vainqueur du 3 000 m en 1975, 1978, 1980 et 1981
- Championnats de France d'athlétisme en salle :
  - vainqueur du 1 500 m en 1981
- Championnats de France de cross-country :
  - vainqueur en 1975, 1976, 1977, 1978, 1979, 1981, 1983 et 1984

## Records
- Elle améliore à neuf reprises le record de France du 3 000 m, dont l'une dans le temps de 9 min 24 s 4 en terminant deuxième de la course disputée lors de la rencontre, masculine et féminine réunies, France-Grande-Bretagne, remportée en juillet 1975 à Dieppe par la France par le score de 239 points à 191 points[1]. Elle porte ce record l'ultime fois à 8 min 59 s 0 en 1980.

- Le 3 juin 1983, à Louvain, elle établit un nouveau record de France du 5 000 mètres en 15 min 52 s 60.

| Épreuve  | Performance     | Lieu | Date |
| -------- | --------------- | ---- | ---- |
| 800 m    | 2 min 6 s 3     |      | 1976 |
| 1 500 m  | 4 min 13 s 7    |      | 1976 |
| 3 000 m  | 8 min 58 s 94   |      | 1980 |
| 5 000 m  | 15 min 52 s 60  |      | 1983 |
| Marathon | 2 h 38 min 24 s |      | 1983 |